# Yuriy Logvinenko
Yuriy Logvinenko (rus: Юрий Логвиненко)  (Aktobé, 22 de juliol de 1988) és un futbolista kazakh de la dècada de 2010.
Fou internacional amb la selecció del Kazakhstan.
Pel que fa a clubs, defensà els colors de FC Aktobe i FC Astana.